# Holbeche House

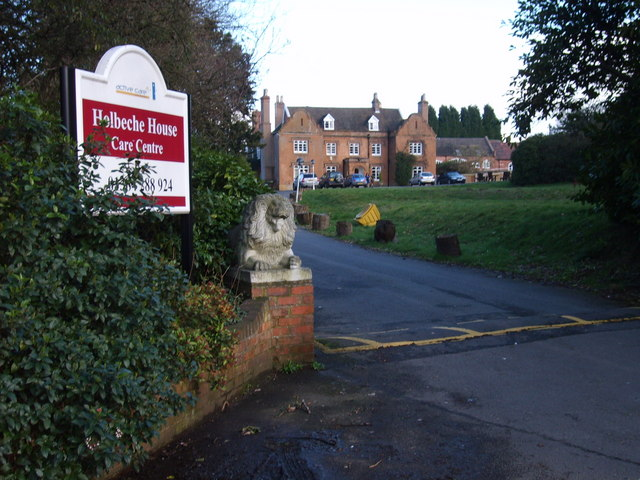
Holbeche House en 2007

Holbeche House (écrit aussi, dans certains textes, Holbeach) est un hôtel particulier situé près de Kingswinford, en limite du Staffordshire. C'est là que certains des conjurés de la Conspiration des poudres ont été capturés et d'autres tués.

## Conspiration des poudres
La conspiration des poudres fut une tentative menée par un petit groupe de catholiques anglais de province de faire sauter la Chambre des lords pendant l'ouverture officielle du Parlement, tuant ainsi le roi Jacques Ir et sa Cour, ce qui aurait été le prélude à une révolte au cours de laquelle une monarchie catholique serait rétablie au trône d'Angleterre.
Après l'échec du complot, les fugitifs avaient trouvé refuge à Holbeche House, propriété de Stephen Lyttelton. Plusieurs furent blessés lorsque de la poudre mise à sécher devant le feu prit feu. Le 8 novembre 1605, la résidence fut encerclée par une troupe de soldats dirigée par Richard Walsh (le shérif de Worcester), et dans la bataille qui a suivi la plupart des conspirateurs ont été tués ou blessés. Ceux qui ont survécu ont été transférés à Londres, puis exécutés.